# Alexander Iwanowitsch Beresowski

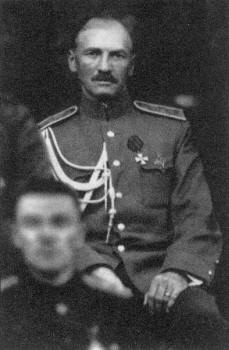
Alexander Beresowski 1918

Alexander Iwanowitsch Beresowski (* 2. Dezemberjul. / 14. Dezember 1867greg. im Gouvernement Tschernigow, Russisches Reich; † 15. Oktober 1940 in Berlin, Deutschland) war ein Generalleutnant im Generalstab der Kaiserlich Russischen Armee während des Ersten Weltkrieges und General der Weißen Armee während des Russischen Bürgerkrieges.

## Biografie
1886 war Beresowski Absolvent des Petrowsky-Poltawa-Kadettenkorps (Петровский полтавский кадетский корпус) in Poltawa. Anschließend besuchte er noch die Michailowski Artillerie-Schule (1889) in Sankt Petersburg sowie die Nikolajewskaja-Akademie des Generalstabs (1896) in Sankt Petersburg. Im Ersten Weltkrieg war er Stabschef des Stabes des 10. Armee-Korps der Kaiserlich Russischen Armee.
1917 trat er der Ukrainischen Volksarmee bei. Im Oktober 1918 ging er zur russischen Armee von General Wrangel auf die Krim, mit der er im November 1920 von der Krim evakuiert wurde.
Als Mitglied der Weißen Bewegung  emigrierte er nach kurzem Aufenthalt in Konstantinopel nach Berlin. Dort war er viele Jahre lang Vorsitzender der Abteilung der Berliner Gesellschaft der russischen Generalstabsoffiziere. Ende 1938 wurde er zum Leiter der dritten Abteilung des Verbandes der russischen Militärbündnisse in Deutschland und zum stellvertretenden Vorsitzenden des Verbandes ernannt. Er starb im Alter von 72 Jahren und wurde auf dem russischen Friedhof in Berlin-Tegel (Block 2, Reihe 1«а») bestattet.

## Ehrungen
Am  18. Juni 1915 wurde er mit dem Orden des Heiligen Georg 4. Klasse ausgezeichnet.
Darüber hinaus erhielt er den Orden des heiligen Stanislaus 3. (1903) und 2. (1909) Klasse sowie 1906 den Orden der Heiligen Anna 3. Klasse und 1912 den 2. Klasse. Der Orden des Heiligen Wladimir wurde ihm am 3. Februar 1914 verliehen.